# الجداول الدقيقة لغال
الجداول الدقيقة لغال (بالإنجليزية: Gal's accurate tables)‏، هي طريقة ابتكرها شموئيل غال لتوفير قيم دقيقة للدوال الخاصة باستخدام جدول البحث والاستيفاء. هي طريقة سريعة وفعالة لتوليد قيم للدوال مثل الدوال الأسية أو الدوال المثلثية ضمن دقة البت الأخيرة لجميع قيم المتغيرات تقريبا دون استخدام حساب مدد الدقة.
الفكرة الرئيسية في جداول غال الدقيقة هي جدولة مختلفة للوظيفة الخاصة التي يتم حسابها. عادة، ينقسم النطاق إلى عدة عمليات فرعية، كل منها بقيم مسبقة الصيغ وصيغ تصحيح. لحساب الدالة، ابحث عن أقرب نقطة وحساب تصحيح كدالة للمسافة.